# Фомичёв, Константин Юрьевич
Константи́н Ю́рьевич Фомичёв (род. 5 августа 1985 года) — российский хоккеист, игравший в клубе высшего дивизиона Белоруссии «Брест».

## Биография
Воспитанник хоккейной школы московского «Динамо». Дебютировал в 2003 году в клубе «Брест» в чемпионате и кубке Белоруссии.
После 2005 года в основном представлял клубы высшей лиги чемпионата России и Высшей хоккейной лиги: кирово-чепецкую «Олимпию» (2005—2007), оренбургский клуб «Оренбурггазпром-Университет» (2006/2007, первая лига), лениногорский «Нефтяник» (2007/2008), орский «Южный Урал» (2008—2010 и 2011—2015), московские «Крылья Советов» (2010/2011), усть-каменогорское «Торпедо» (2015/2016), нижнетагильский «Спутник» (2016/2017), воскресенский «Химик» (2017) и тюменский «Рубин» (2017/2018). В сезоне 2018/2019 вновь играл в составе воскресенского «Химика», после чего вошёл в тренерский штаб ангарского «Ермака».